# باتيلو هيغينز
باتيلو هيغينز (5 ديسمبر 1863 - 5 يونيو 1955) هو رجل أعمال أمريكي وعالم جيولوجيا. لُقّب بـ«نبي سبيندلتوب» لما بذله من جهود في مجال النفط في تكساس، والتي كانت سبب ثروة الكثير. ساهم في تأسيس شركة غلاديس سيتي لتصنيع النفط والغاز، وأنشأ لاحقًا شركة هيغينز ستاندرد أويل.

## نشأته
ولد باتيلو هيغينز لوالديه روبيرتو جيمس وسارة (راي) هيغينز في 5 ديسمبر 1863 في سابين باس، تكساس. انتقلت عائلته إلى بومونت عندما كان في السادسة من عمره. التحق بالمدرسة حتى الصف الرابع، وتدرب بعدها على صناعة الأسلحة تحت إشراف والده. كان مثيرًا للشغب في شبابه، إذ اعتاد تنفيذ المقالب ومضايقة الأمريكيين الأفارقة.
عندما كان في السابعة عشرة من عمره، نفذ مقلبًا في كنيسة معمدانية للسود ما لفت انتباه نائب عمدة. أطلق النائب رصاصة تحذيرية فوق رأس هيغينز، ورد هيغينز على ذلك بإطلاق رصاصة أدت إلى مقتل النائب. تمكن النائب الجريح قبل موته من إطلاق النار مجددًا، وأصاب هيغينز في أسفل ذراعه اليسرى. أصيبت ذراع هيغينز لاحقًا بالتهاب شديد، ما تطلب بتر أسفل كوعه. مثُل هيغينز أمام المحاكمة بتهمة قتل النائب، ولكن هيئة المحلفين اعتبرته غير مذنب وأن ما فعله كان دفاعًا عن النفس. بعد تبرئته، عمل حطابًا في المنطقة الممتدة على طول الحدود بين تكساس ولويزيانا، دون أن يواجه عقبات بسبب افتقاره إلى ذراع.
في عام 1885، حضر اجتماع صحوة معمداني حيث قرر أن يعتنق المسيحية. قرر العودة إلى بومونت، تكساس ليؤسس عملًا له بعد إدراكه أن مخيمات الحطابين لم تكن المكان المثالي للحفاظ على أخلاق جيدة.

## الاستثمار في الأعمال التجارية
في البداية، غامر هيغينز بالعمل في مجال العقارات، وأنشأ شركة هيغينز للتصنيع بالأموال التي وفرها أثناء عمله حطابًا والتي تخصصت في تصنيع الطوب. لفت العمل انتباهه إلى قطاع النفط والغاز، والذي استخدمه وقودًا لحرق الطوب في أفرانه. قرر هيغينز السفر إلى ولاية بنسلفانيا للتعرف على هذه الأنواع من الوقود ودراسة السمات الجغرافية التي تدل على وجود النفط تحت الأرض. بعد أن درس الجيولوجيا وحده، كرس نفسه للعثور على هذه الدلائل من خلال قراءة جميع تقارير هيئة المسح الجيولوجي الأمريكية ومؤلفاتها التي تمكن من العثور عليها. لفت انتباهه بعض التفاصيل الجغرافيى التي اطلع عليها والتي أشار إليها بعض سكان بومونت المحليين باسم تلة سور سبرينغ، وهو المكان الذي اعتاد طلاب مدرسته التنزه فيه خلال أيام الأحد. وُصفت هذه التلة بأنها «حمضية» بسبب انبعاث رائحة الكبريت الكريهة من الينابيع المحيطة بها. كان هيغينز مقتنعًا بوجود وقود أسفل هذه التلة المالحة، فدخل في شراكة لأول مرة مع جورج أوبراين وجورج كارول وإيما جون وجي إف لانير لتأسيس شركة غلاديس سيتي للنفط والغاز والتصنيع في عام 1892. خلال هذا الوقت، لم يقتنع علماء جيولوجيون آخرون بفكرة العثور على النفط على طول منطقة ساحل الخليج في الولايات المتحدة. حتى أن الصحيفة المحلية طعنت في نزاهة هيغينز. مع ذلك، كان لتدريبه غير الرسمي في الجيولوجيا دور في اعتقاده بأن حقل سبيندلتوب يحتوي على النفط في أسفله بسبب وجود المياه المعدنية وتسرب الغاز، وتمكن من إقناع الشركاء بالمضي قدمًا في المشروع. بدأ العمل في العام التالي، ولكن محاولات الحفر الثلاث الضحلة باءت بالفشل ولم تتمكن من تحديد موقع النفط بسبب الرمال المتغيرة والطين غير المستقر أسفل التلة. استقال هيغينز من الشركة، وباع أسهمه، واشترى أرضًا بمساحة 33 فدانًا ما أدى إلى تسوية قمة تلة سور سبرينغ.